# Botswana aux Jeux olympiques d'été de 2020
Le Botswana participe aux Jeux olympiques de 2020 à Tokyo au Japon. Il s'agit de sa 11e participation à des Jeux d'été.

## Médaillés
| Sport      | Discipline                     | Athlète(s)                                             | Performance         | Date   |
| ---------- | ------------------------------ | ------------------------------------------------------ | ------------------- | ------ |
| Athlétisme | Relais 4 × 400 mètres masculin | Isaac Makwala Baboloki Thebe Zibane Ngozi Bayapo Ndori | 2 min 57 s 027 (AR) | 7 août |

| Sport      |   |   |   | Total |
| ---------- | - | - | - | ----- |
| Athlétisme | 0 | 0 | 1 | 1     |
| Total      | 0 | 0 | 1 | 1     |

| Jour   |   |   |   | Total |
| ------ | - | - | - | ----- |
| 7 août | 0 | 0 | 1 | 1     |
| Total  | 0 | 0 | 0 | 1     |

| Sexe   |   |   |   | Total |
| ------ | - | - | - | ----- |
| Hommes | 0 | 0 | 1 | 1     |
| Total  | 0 | 0 | 1 | 1     |

## Athlètes engagés
| Sport         | Hommes | Femmes | Total |
| ------------- | ------ | ------ | ----- |
| Athlétisme    | 7      | 3      | 10    |
| Boxe          | 1      | 1      | 2     |
| Haltérophilie | 0      | 1      | 1     |
| Natation      | 1      | 0      | 1     |
| Total         | 9      | 5      | 14    |

## Résultats

### Athlétisme
| Athlète                                                | Épreuve                 | Série         | Série   | Demi-finale   | Demi-finale | Finale          | Finale                              |
| Athlète                                                | Épreuve                 | Temps         | Rang    | Temps         | Rang        | Temps           | Rang                                |
| ------------------------------------------------------ | ----------------------- | ------------- | ------- | ------------- | ----------- | --------------- | ----------------------------------- |
| Isaac Makwala                                          | 400 m hommes            | 44 s 86       | 1er     | 44 s 59       | 3e          | 44 s 94         | 7e                                  |
| Leungo Scotch                                          | 400 m hommes            | 45 s 32       | 4e      | 45 s 56       | 5e          | Éliminé         | Éliminé                             |
| Nijel Amos                                             | 800 m hommes            | 1 min 45 s 4  | 1er     | 2 min 48 s 39 | 8e (qR)     | 1 h 46 min 41 s | 8e                                  |
| Isaac Makwala Bayapo Ndori Zibane Ngozi Baboloki Thebe | Relais 4 × 400 m hommes | 2 min 58 s 33 | 2e      | Non disputé   | Non disputé | 2 min 57 s 27   | Médaille de bronze, Jeux olympiques |
| Christine Botlogetswe                                  | 400 m femmes            | 53 s 99       | 8e      | Éliminée      | Éliminée    | Éliminée        | Éliminée                            |
| Galefele Moroko                                        | 400 m femmes            | 55 s 89       | 6e      | Éliminée      | Éliminée    | Éliminée        | Éliminée                            |
| Amantle Montsho                                        | 400 m femmes            | Abandon       | Abandon | Éliminée      | Éliminée    | Éliminée        | Éliminée                            |

### Boxe
| Athlète           | Catégorie               | 1/16e de finale         | 1/8e de finale      | Quart de finale     | Demi-finale         | Finale              | Rang     |
| Athlète           | Catégorie               | Adversaire Résultat     | Adversaire Résultat | Adversaire Résultat | Adversaire Résultat | Adversaire Résultat | Rang     |
| ----------------- | ----------------------- | ----------------------- | ------------------- | ------------------- | ------------------- | ------------------- | -------- |
| Rajab Mahommed    | Mouches hommes (-52 kg) | Martínez Défaite 0-5    | Éliminé             | Éliminé             | Éliminé             | Éliminé             | Éliminé  |
| Keamogetse Kenosi | Plumes femmes (-57 kg)  | Artingstall Défaite 0-5 | Éliminée            | Éliminée            | Éliminée            | Éliminée            | Éliminée |

### Haltérophilie
| Athlète            | Compétition    | Arraché  | Arraché | Épaulé-jeté | Épaulé-jeté | Total    | Rang     |
| Athlète            | Compétition    | Résultat | Rang    | Résultat    | Rang        | Total    | Rang     |
| ------------------ | -------------- | -------- | ------- | ----------- | ----------- | -------- | -------- |
| Magdeline Moyengwa | Moins de 59 kg | 70 kg    | 13e     | 80 kg       | Éliminée    | Éliminée | Éliminée |

### Natation
| Athlète       | Épreuve          | Séries        | Séries | Demi-finales | Demi-finales | Finale  | Finale  |
| Athlète       | Épreuve          | Temps         | Rang   | Temps        | Rang         | Temps   | Rang    |
| ------------- | ---------------- | ------------- | ------ | ------------ | ------------ | ------- | ------- |
| James Freeman | 200 m nage libre | 1 min 52 s 87 | 38e    | Éliminé      | Éliminé      | Éliminé | Éliminé |
| James Freeman | 400 m nage libre | 4 min 3 s 10  | 35e    | Non disputé  | Non disputé  | Éliminé | Éliminé |